# Blaze of Glory (Joe Jackson)
Blaze of Glory è un album del cantautore britannico Joe Jackson, pubblicato dalla A&M Records nel 1989.

## Descrizione
Come specificato sulle note di copertina, l'album consiste in due sequenze ininterrotte di sei brani ciascuna, arrangiati in modo che ogni brano sfoci nel successivo senza soluzione di continuità; le due sequenze coincidono con i due lati del long-playing in vinile.
Secondo lo stesso Jackson, filo conduttore dell'album è una sorta di viaggio ideale fra varie fasi della sua vita personale e della società attorno a lui: si parte dall'adolescenza, caratterizzata dagli afflati idealistici e ottimistici degli anni sessanta, passando per il fiore della giovinezza nel quale molti miti della sua generazione hanno trovato la morte divenendo così eterni – a differenza di chi, come lui, è semplicemente invecchiato – fino a giungere alla maturità del presente, divisa fra disillusione e alienazione, dove l'unica speranza consiste nel recuperare la propria umanità.
Per la prima volta su questo disco, Jackson affida alcune parti vocali soliste ad altri cantanti: in questo caso, Joy Askew e Drew Barfield le cui voci sono in evidenza soprattutto nella prima metà dell'album, oltre ad affiancare l'autore ai cori lungo tutta l'opera.
Tutte le edizioni originali dell'album (vinile, audiocassetta e CD) riportavano al loro interno, oltre ai testi originali in inglese, anche le traduzioni in francese, italiano, spagnolo e tedesco.

## Accoglienza
L'impegno profuso per realizzare il lavoro e il coinvolgimento, oltre agli elementi stabili della sua band, di vari altri musicisti tra cui un'orchestra d'archi sul brano Sentimental Thing, non furono ripagati dai risultati di vendita: l'album rimase soltanto tre settimane nella Top 100 britannica arrivando fino alla 36º posizione e segnò la fine dei rapporti tra Jackson e la A&M Records, che il cantautore accusò di scarso impegno nella promozione. L'artista si disse deluso anche dall'accoglienza da parte della critica, poiché considerava il disco uno fra i suoi più riusciti.
Dall'album furono tratti due singoli il primo dei quali, Nineteen Forever, fu accompagnato da un videoclip promozionale.

## Tracce
Testi e musiche di Joe Jackson.
Lato A
1. Tomorrow's World – 4:30
2. Me and You (Against the World) – 4:14
3. Down to London – 4:14
4. Sentimental Thing – 6:09
5. Acropolis Now (strumentale) – 4:21
6. Blaze of Glory – 6:02

Durata totale: 29:30
Lato B
1. Rant and Rave – 4:45
2. Nineteen Forever – 5:48
3. The Best I Can Do – 3:10
4. Evil Empire – 3:45
5. Discipline – 5:01
6. The Human Touch – 5:11

Durata totale: 27:40

## Formazione
- Joe Jackson – voce solista, cori, organo Hammond, pianoforte, sintetizzatori
- Ed Roynesdal – sintetizzatori, vibrafono, organo Hammond, violino
- Graham Maby – basso elettrico, cori
- Rick Ford – basso elettrico, basso fretless
- Tom Teeley – chitarra elettrica, chitarra folk, cori
- Vinnie Zummo – chitarra elettrica, folk, classica e a dodici corde, sitar elettrico
- Anthony Cox – contrabbasso
- Gary Burke – batteria
- Sue Hadjopoulos – conga
- Joy Askew – voce solista e cori
- Drew Barfield – voce solista e cori
- Chris Hunter – sax alto
- Tony Aiello – sax tenore
- Steve Elson – sax baritono
- Michael Morreale – tromba
- Tony Barrero – tromba
- Charlie Gordon – trombone
- Glenn Dicterow – violino
- Charles McCracken – violoncello